# Eenheidsconventie
Eenheidsconventie duidt in de literatuur op het basisprincipe dat literaire teksten gekenmerkt worden door de eenheid van geheel en delen. Het is een principe dat al door Aristoteles werd beschreven in zijn Poetica. Daarin vergelijkt hij de plot van een drama of episch dichtwerk met een levend organisme, waarin niets kan worden verplaatst of weggelaten zonder de eenheid te schaden. Het is de taak van de auteur om in de plot, de verbanden en de personages voor continuïteit te zorgen.
De delen en het geheel van een literaire tekst moeten volgens dit principe dus met elkaar in een organische relatie staan. Met delen bedoelt men dan beschrijvingen, handelingen, gebeurtenissen en motieven, en onder geheel wordt dan verstaan: het overkoepelende thema.
De postmoderne literatuur, en met name de postmoderne roman, heeft dit principe grotendeels verlaten door strakke chronologie en causaliteit te doorbreken. Een voorbeeld hiervan is Louis Paul Boons De Kapellekensbaan.